# Apogon noumeae
Apogon noumeae är en fiskart som beskrevs av Whitley, 1958. Apogon noumeae ingår i släktet Apogon och familjen Apogonidae. Inga underarter finns listade i Catalogue of Life.